# AN/ALQ-101
AN/ALQ-101 var en amerikansk störsändare avsedd att bäras av taktiska flygplan på en vapenbalk. Det var den första amerikanska störsändare som kunde sända både brusstörning och skenmålsstörning samtidigt. Den användes under Vietnamkriget, men kom snart att ersättas av AN/ALQ-119.

## Utveckling
När Sovjetunionen tog luftvärnssystemen S-25 och S-75 i tjänst inledde USA:s flygvapen projektet ”Sesame Seed” för att utveckla motmedel mot dessa. Ett av motmedlen som undersöktes var störsändare kallade Quick Reaction Capability (QRC). Fem prototyper kallade QRC-335A byggdes och utvärderades. Två av dem ansågs vara tillräckligt ändamålsenliga att tas i tjänst som AN/ALQ-71 respektive AN/ALQ-101. Av dem var AN/ALQ-101 en mer ambitiös satsning eftersom den även kunde hantera det inhemska luftvärnssystemet MIM-23 HAWK (man räknade med att Sovjetunionen förr eller senare skulle ta ett liknande system i tjänst).
Efter hand utvecklades fler versioner av AN/ALQ-101 med fler frekvensband kapabla att även störa ut S-125 och 2K11 Krug. När man utvecklade F-105G valde man att integrera störsändaren i flygplanet i stället för att bära den i en kapsel. Den versionen fick beteckningen AN/ALQ-105.

## Användning
När Vietnamkriget började var AN/ALQ-71 och AN/ALQ-101 de enda störsändarna som USA:s flygvapen hade tillgång till. AN/ALQ-71 kunde bara sända brusstörning vilket gjorde att den bara var effektiv på avstånd. För flygplan som skulle anfalla och slå ut det nordvietnamesiska luftvärnet var det bara AN/ALQ-101 som kunde erbjuda ett visst mått av skydd. De F-105 och F-4 som konfigurerade som Wild Weasels utrustades med AN/ALQ-101 och anti-radarroboten AGM-45 Shrike.
Den modernaste varianten ALQ-101(V)8 köptes 1979 in av Royal Air Force som modifierade dem ytterligare för att även kunna störa ut luftvärnssystemet 2K12 Kub. De var ursprungligen avsedda för Hawker Siddeley Buccaneer men fördes efterhand över till SEPECAT Jaguar. Under Falklandskrigetflyttades de temporärt över till de Avro Vulcan-flygplan som deltog i operation Black Buck. Dessa störkapslar kallas i Storbritannien för ALQ-101-10 eller bara ”dash 10”.
Under operation Desert Storm var dash 10-kapslarna fortfarande den enda tillgängliga störsändaren för RAF:s Jaguar-flygplan. RAF lade ner mycket arbete på att dash 10-kapslarna skulle vara programmerade att möta den uppsjö av olika radarsystem som fanns i Irak, men efter kriget skrotades de och ersattes av samma Sky Shadow-system som användes på Panavia Tornado. Även USA:s flygvapen använde ett fåtal AN/ALQ-101 under Desert Storm på grund av att modernare störsändare ännu inte hade levererats i tillräcklig mängd.

## Varianter
- QRC-335-101 – Prototyp som utvärderades i ”Sesame Seed”-programmet.
- ALQ-101(V)1 – Förproduktionsserie med frekvensområde 2,6 till 5,2 GHz. Togs i tjänst 1969.
- ALQ-101(V)3 – Första serietillverkade modellen med frekvensområde 2 till 8 GHz kapabel att störa ut även S-75M Volkhov.
- ALQ-101(V)4 – Andra serietillverkade modellen med längre kapsel och frekvensområde 2 till 12 GHz.
- ALQ-101(V)6 – ALQ-101(V)4 med frekvensområdet utökat till 20 GHz.
- ALQ-101(V)8 – Tredje serietillverkade modellen med en gondol på undersidan vilket gav mer internt utrymme. Ytterligare förbättrade modeller lanserades som AN/ALQ-119.
- ALQ-101(V)10 – Amerikansk beteckning på den ALQ-101-10 som utvecklades av RAF för att kunna störa ut 2K12 Kub. Kallas "Dash-10" i Brittisk tjänst.
- ALQ-105 – ALQ-101 integrerad i F-105G Wild Weasel.

| Flygplan som har använt AN/ALQ-101 - A-7 Corsair II - F-4 Phantom II - F-5E Tiger II - F-105 Thunderchief - F-111 Aardvark - Buccaneer - Jaguar - Vulcan | - Israel - Storbritannien - Tyskland - USA |